# Льюїс Кентлі
Льюїс Кентлі (англ. Lewis C. Cantley нар. 20 лютого 1949, Чарлстон, Західна Вірджинія, США) — американський учений. Фахівець у галузі біохімії та клітинної біології. Популярність принесли відкриття і дослідження фосфоїнозитид-3-кіназа, який грає важливу роль в метаболізмі раку і цукрового діабету.
Кентлі вивчав хімію у Веслінському коледжі, який закінчив зі ступенем бакалавра в 1971 році, здобув ступінь доктора філософії у Корнелльському університеті у галузі фізичної хімії в 1975 році. У 1978 році він став асистентом, а в 1983 році доцентом біохімії та молекулярної біології у Гарвардському університеті. В 1985 році він став професором фізіології в Медичній школі Університету Тафтса. В 1992 році він став професором клітинної біології у Гарвардській медичній школі та директором відділу трансферу сигналу в лікарні Бета-Ізраїль. В 2003 році він був одним із засновників кафедри системної біології Гарвардської медичної школи, а в 2007 році став директором досліджень раку в Бета-Ізраїль. В 2012 році він став директором новостворених дослідницьких центрів раку Нью-Йоркської пресвітеріанської лікарні та Weill Cornell Medical College

## Нагороди та визнання
- 1998:ASBMB Avanti Award for Lipid Research
- 1999:член Американської академії мистецтв і наук[12]
- 2000:Премія Генріха Віланда[en]
- 2001:член Національної академії наук США[13]
- 2002:Каледонська премія від Единбурзького королівського товариства[14]
- 2005:Pezcoller-AACR International Award for Cancer Research[15]
- 2009:Премія Рольфа Луфта Каролінського інституту[16]
- 2010:член Американської асоціації сприяння розвитку науки
- 2011:Премія Пасароу[en]
- 2013:Премія за прорив у науках про життя
- 2013:Премія Якобеуса за дослідження діабету Каролінського інституту[17]
- 2014:член Інституту медицини Національної академії[18]
- 2015:AACR Princess Takamatsu Memorial Lectureship[19]
- 2015:Премія Росса з молекулярної медицини[20]
- 2015:Міжнародна премія Гайрднера[21]
- 2015:член Європейської організації молекулярної біології[22]
- 2015:The Association of American Cancer Institutes Distinguished Scientist Award [23]
- 2016:Премія Вольфа з медицини[24]
- 2017: Clarivate Citation Laureates
- 2019: Премія Луїзи Ґросс Горвіц[25]